# الحرف (ذي السفال)

تعديل مصدري - تعديل

الحرف محلة تابعة لقرية المراغة، التابعة لعزلة العداني بمديرية ذي السفال إحدى مديريات محافظة إب في الجمهورية اليمنية، بلغ تعداد سكانها 271 حسب تعداد اليمن لعام 2004.